# 德祐
德祐（1275年—1276年四月）是宋恭帝趙㬎的年号。南宋使用这个年号共2年。

## 改元
- 咸淳十一年——正月一日，改元德祐元年。[2][3]
- 德祐二年——五月一日，改元景炎元年。[4][5]

## 大事記
- 德祐二年——二月五日，宋恭帝向元朝投降。五月一日，宋端宗即位。[4]

## 紀年農曆對照表
表格中各月的干支即為各月的第1日，「大」表示該月有30日，「小」表示該月有29日，「閏月」表格中的中文數字表示該年為閏某月（比如「三丙申」裡有中文數字「三」，即表示該行所在年份有閏三月），各月初一底下的數字表示對應的西曆日期。
| 西元   | 干支 | 紀年     | 正月   | 二月   | 三月   | 四月   | 五月   | 六月   | 七月   | 八月   | 九月   | 十月   | 十一月 | 十二月 | 閏月     |
| ------ | ---- | -------- | ------ | ------ | ------ | ------ | ------ | ------ | ------ | ------ | ------ | ------ | ------ | ------ | -------- |
| 1275年 | 乙亥 | 德祐元年 | 癸酉小 | 壬寅大 | 壬申大 | 壬寅小 | 辛未小 | 庚子大 | 庚午小 | 己亥小 | 戊辰大 | 戊戌小 | 丁卯大 | 丁酉大 |          |
| 1275年 | 乙亥 | 德祐元年 | 1/29   | 2/27   | 3/29   | 4/28   | 5/27   | 6/25   | 7/25   | 8/23   | 9/21   | 10/21  | 11/19  | 12/19  |          |
| 1276年 | 丙子 | 德祐二年 | 丁卯大 | 丁酉小 | 丙寅大 | 乙丑大 |        |        |        |        |        |        |        |        | 三丙申小 |
| 1276年 | 丙子 | 德祐二年 | 1/18   | 2/17   | 3/17   | 5/15   |        |        |        |        |        |        |        |        | 4/16     |

## 同期存在的其他政权年号
- 中國
  - 至元（1264年－1294年）：元朝—元世祖忽必烈之年號
- 日本
  - 文永（1264年－1275年）：龜山天皇與後宇多天皇之年號
  - 建治（1275年－1278年）：後宇多天皇之年號
- 越南
  - 寳符（1273年—1278年）：陳朝—陳聖宗陳晃之年號

## 参看
- 中国年号索引

## 深入閱讀
- 李崇智. . 北京: 中華書局. 2004年12月. ISBN 7101025129.
- 鄧洪波. . 臺北: 國立臺灣大學東亞經典與文化研究計劃. 2005年3月  [2021-11-21]. ISBN 9789860005189. （原始内容 (pdf)存档于2007-08-25）.

| 前一年號： 咸淳 | 南宋年號 德祐 | 下一年號： 景炎 |